# Entrevue de Bordighera
L'entrevue de Bordighera, ou réunion de Bordighera, est une rencontre qui a eu lieu le 12 février 1941 dans la commune de Bordighera, en Italie, au cours de laquelle Francisco Franco s'est entretenu avec Benito Mussolini sur les recommandations d'Adolf Hitler.

## Contexte
Mussolini, après l'échec de Rodolfo Graziani, s'adresse à Hitler pour lui demander son appui. Hitler décide sur l'avis de Erwin Rommel de former un corps expéditionnaire en Afrique et conseille à Mussolini d'essayer d'obtenir l'accord de Franco pour l'entrée en guerre de l'Espagne.
Les succès obtenus par les forces britanniques d'Archibald Wavell obligent de mettre en pratique les plans du Haut Commandandement allemand en vue de la conquête de Gibraltar et du contrôle de la Méditerranée.
Le comte Galeazzo Ciano écrit à Ramón Serrano Súñer, et il est convenu que Mussolini et Franco se rencontrent le 12 février 1941 dans la localité italienne de Bordighera.

## Entrevue

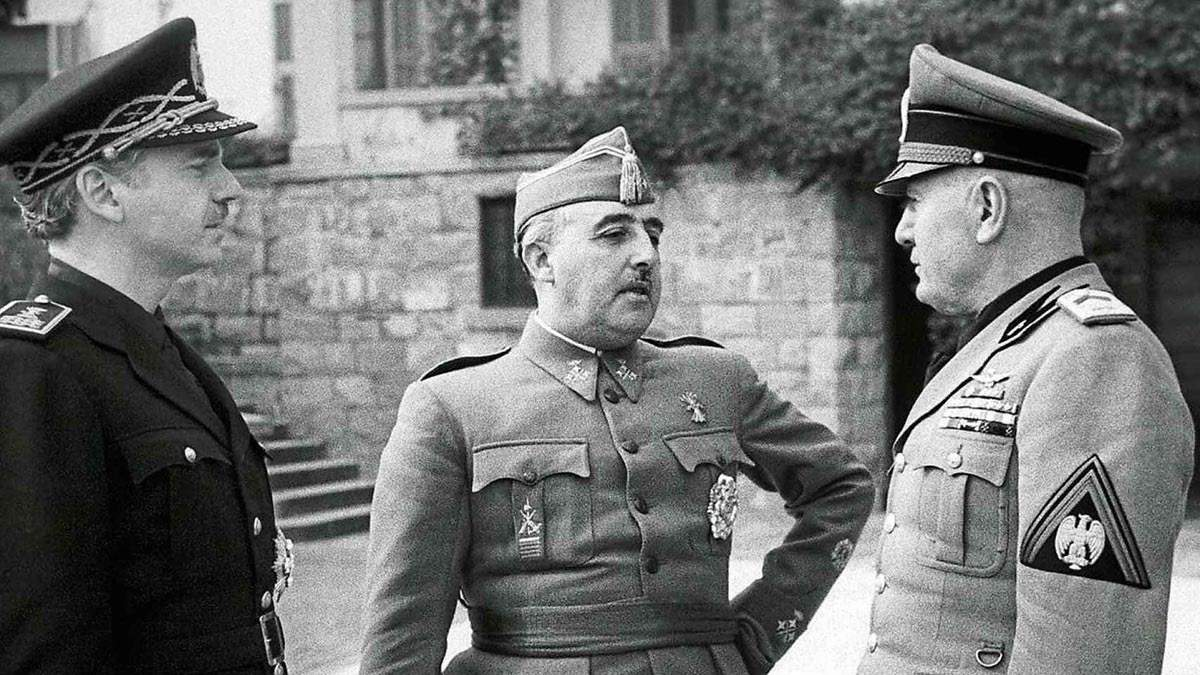
Ramón Serrano Súñer, Francisco Franco et Benito Mussolini durant l'entrevue.

Franco, qui se méfie des avions depuis que José Sanjurjo et Emilio Mola ont tous les deux perdu la vie dans des accidents, préfère venir par convoi routier en traversant la France de Vichy. Le voyage est tenu secret, et avant de partir, Franco prend la précaution de signer un protocole qui laissait le gouvernement entre les mains d'un directoire formé par les généraux Vigón, Varela et Bilbao durant les heures pendant lesquelles il se trouverait hors du territoire national.
L'entrevue se déroule dans le petit village frontalier de Bordighera, dans la Villa Regina Margherita, et dure quatre heures et demie en deux sessions. Franco était accompagné de Ramón Serrano Súñer. Ciano n'assiste pas à la conférence puisqu'il se trouve sur le front grec en tant que pilote en activité.
À aucun moment de l'entrevue, Mussolini ne fait allusion à l'aide que l'Italie fasciste a prêtée à Franco durant la Guerre d'Espagne. Mussolini expose la certitude de l'Axe d'atteindre la victoire totale.
Mussolini pensait que l'Espagne ne pouvait pas demeurer en marge de la guerre, mais la forme et la date de son entrée dans le conflit dépendent entièrement de Franco.
Franco, de son côté, s'en tient à sa position tenue à Hendaye. Il ne refuse pas de collaborer militairement avec l'Axe, mais il a un besoin vital des approvisionnements de blé et d'essence, produits qu'il recevait alors d'au-delà des mers et dont l'acheminement serait interrompu le jour où l'Espagne entrerait en guerre.
L'entrevue s'étant achevée, Mussolini prend note des deux conditions que l'Espagne exige comme prix de son entrée en guerre :
- Satisfaction immédiate des demandes de blé, armement et carburant ;
- Révision des concessions territoriales de l'Espagne en Afrique du Nord, sa principale réclamation portant sur Gibraltar.

Sur le chemin du retour, le 13 février, Franco s'arrête à Montpellier pour rencontrer le maréchal Pétain et faire le point de la situation face aux ambitions de la puissance germanique, qui pense contrôler prochainement le bassin méditerranéen. Il lui demande d'intercéder auprès d'Hitler pour éviter le passage de troupes allemandes à travers l'Espagne, en vue d'atteindre Gibraltar. Les problèmes entre la France et l'Espagne, comme au sujet du Maroc, semblent avoir été passés sous silence.

## Sources
1. ↑  Henry du Moulin de Labarthète, Le Temps des illusions : souvenirs (juillet 1940-avril 1942), Genève, Constant Bourquin, à l’enseigne du cheval ailé, 1946, 416 p.p 230.

- (es) Cet article est partiellement ou en totalité issu de l’article de Wikipédia en espagnol intitulé « Entrevista de Bordighera » (voir la liste des auteurs).